# Caputxa (indumentària)

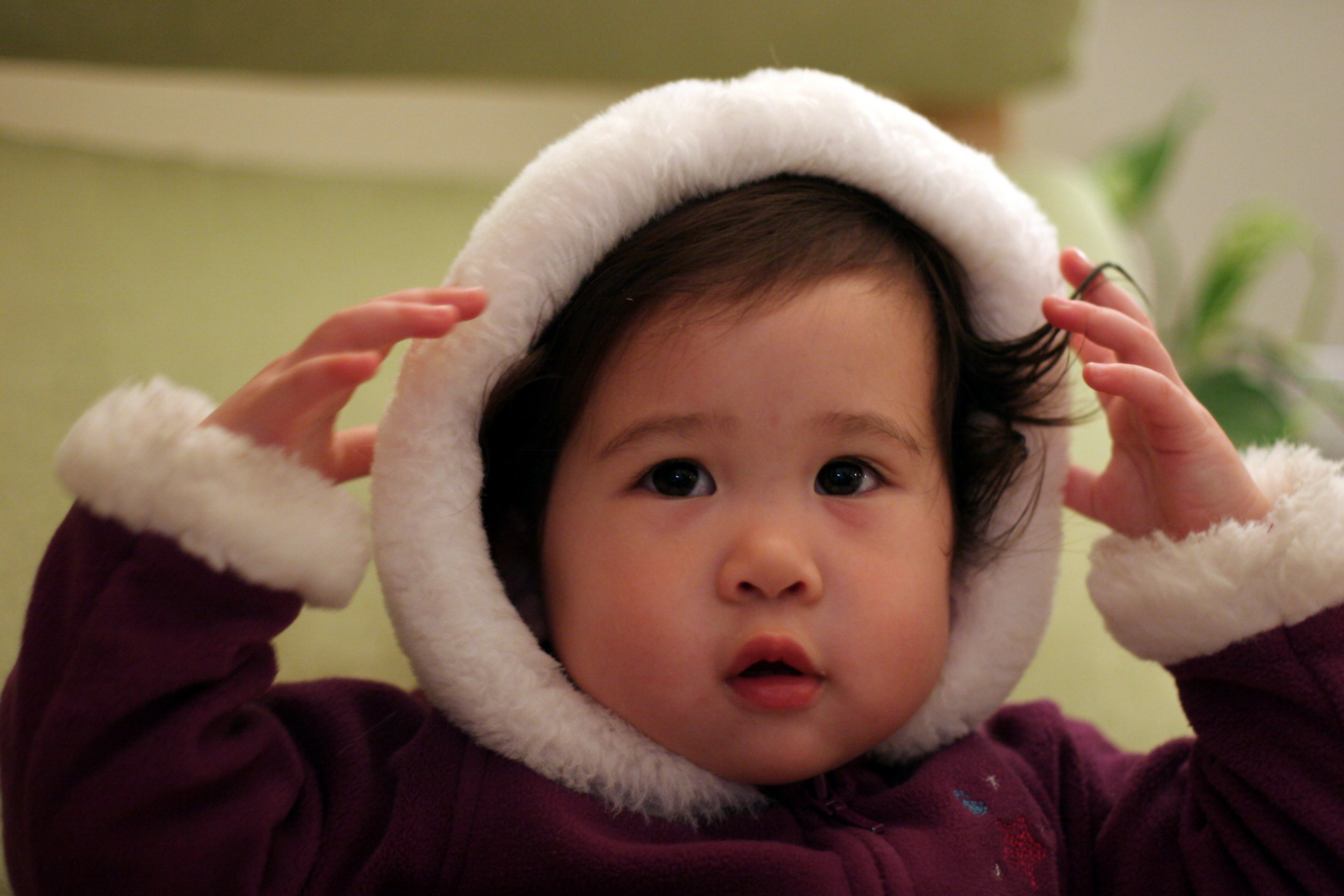
Nen amb caputxa

Una caputxa, capulla o caperó. és un tipus de cobertura per al cap que cobreix la major part del cap i el coll i a vegades la cara. Poden ser utilitzades per a la protecció contra el clima, com a moda, com a forma de vestit o com a part d'un uniforme tradicional, per a evitar que el portador pugui ser identificat amb facilitat.
Les caputxes de moda constitueixen com a norma general cobertes toves per al cap que són part d'una peça més gran (per exemple, un abric, una camisa o una capa; una excepció és la caputxa per a la pluja que no és part d'una peça major). Les caputxes es poden col·locar sobre el cap quan són necessàries o deixar en la part posterior de la peça quan no. També es poden desmuntar per a transformar un mantó d'hivern en un altre de primavera o es poden dissenyar per a ser doblegades o enrotllades en una butxaca petita que se situa en el coll de la peça quan no estan en ús.
Històricament, les caputxes d'abans eren similars a les modernes, sovint com a part d'una capa o un manto o una forma separada de barret. Les caperutxes eren molt comunes en l'Europa medieval i es van desenvolupar més endavant en forma de barrets extravagants. Algunes caputxes toves també van ser utilitzades pels homes sota els barrets.

## Altres usos

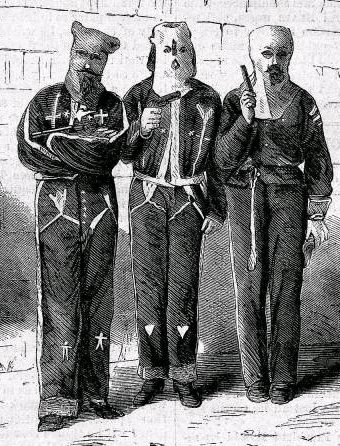
Membres del Ku Klux Klan amb caputxa

- Les caputxes també s'han utilitzat com a uniforme para determinades organitzacions, com el Ku Klux Klan.
- Una caputxa és un component de determinats uniformes acadèmics que es constitueix per una peça sovint brillant i decorativa usada només en ocasions especials.
- Els bussejadors que utilitzen bombones sovint utilitzen caputxes de neoprè per a l'aïllament tèrmic. Cobreixen el cap i el coll sencers excepte la cara.
- Sovint, les caputxes que serveixen per ocultar o per controlar al portador cobreix el cap sencer, amb el resultat que el portador pot veure poc o gens, com si tingués els ulls embenats. O pot servir per prevenir la identificació del portador. Pot ser utilitzada per a un arrest o segrest, o abans de procedir a una execució.
- Un criminal també pot utilitzar una caputxa per prevenir la seva identificació.
- Una caputxa ajustada pot ser utilitzada en pràctiques sexuals com el bondage.
- S'utilitzen com a equip de protecció personal. Brinda protecció contra partícules o espurnes que puguin tenir contacte amb el cap, coll i part de la cara.